# Antônio Zacarias Álvares da Silva
Antônio Zacarias Álvares da Silva, primeiro e único barão do Indaiá (Martinho Campos, 5 de novembro de 1821 — Abaeté, 25 de agosto de 1901) foi um fazendeiro senhor de escravos, líder político e nobre brasileiro, um dos responsáveis pela emancipação política dos municípios de Dores do Indaiá e Abaeté.

## Biografia
Filho do major Antônio Álvares da Silva e de Ana Felisberto de Oliveira, nasceu em Martinho Campos - à época chamada Abadia e então um distrito de Pitangui; mudou-se em 1853 para a "Fazenda de Sant'Ana", que era um dos últimos pontos de referência na erma fronteira entre Minas Gerais e a província de Goiás, fazendo-a prosperar e tornar-se importante ponto de pouso para as autoridades e viajantes, de forma que a consolidou como importante núcleo da região.
Competente na administração dos negócios, produzia açúcar e cachaça, com o que enriqueceu em bens, escravos e apadrinhados políticos que lhe permitiram exercer diversos cargos após as emancipações de Dores e de Abaeté, nesta última exercendo a vereança entre 1873 a 1881 (foi o primeiro presidente da Câmara, e portanto o intendente), dividindo seu tempo entre a fazenda de Sant'Ana e a casa na cidade, situada à praça da matriz (depois conhecida como "casa da botica").
Foi casado com Isabel Carolina da Cunha Sampaio (em 15 de maio de 1847), que era filha de Joana Helena de Sá e Castro e do major José de Deus Lopes e com quem teve muitos filhos; vários de seus descendentes tornaram-se também importantes líderes políticos da região, a exemplo dos filhos adulterinos - ou naturais - Frederico Zacarias (conhecido por "Sinhô") e Antônio Zacarias (conhecido como Dr. Nico, que era médico e foi deputado federal).
Em sociedade com o engenheiro de minas Francisco Paula Oliveira tentou sem sucesso encetar a exploração de minério de ferro naquela região. Politicamente era filiado ao Partido Liberal e em 1873, durante a crise com os conservadores que levaram à extinção do município de Dores do Indaiá, fazendo-a mudar a sede para Dores do Marmelada (atual Abaeté), capitaneou a reação liberal que finalmente logrou êxito em 1882, quando foi reinstalada a vila.
Durante o reinado de D. Pedro II do Brasil adquiriu, após o pagamento de cem mil réis em emolumentos e outros trezentos mil réis em selos, o título de barão, que foi-lhe concedido em 2 de agosto de 1879, como Barão do Indaiá, de acordo com decreto do ministério imperial datado de 19 de julho daquele ano; até então ele era coronel da Guarda Nacional.
Na carta que lhe conferiu o baronato estava escrito:

"... O Coronel Antônio Zacharias Álvares da Silva d’aqui em diante se chame Barão do Indaiá, e que com o referido título goze de todas as honras, privilégios , isenções, liberdades e franquezas , que hão e têm, e de que usam e sempre usaram os Barões, e que de direito lhes pertencerem."